# Adoptianisme

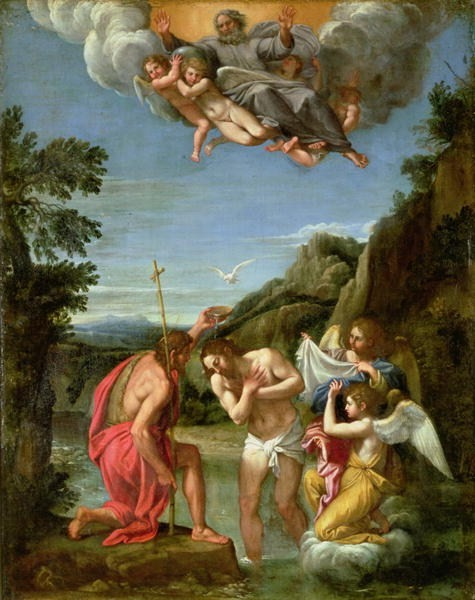

Het adoptianisme is de overtuiging dat God Jezus pas als Zijn zoon adopteerde op het moment van de doop van Jezus: de Geest van God nam bij de doop bezit van Jezus en tot zijn dood bleef hij in het bezit van die Geest. Die Geest werd de Christus genoemd. De Christus-Geest verliet hem aan het kruis.
Een aantal auteurs op het vakgebied is van opvatting, dat deze "Geest- christologie" aanwezig was in de vroegste christelijke gemeenschap in Jeruzalem, onmiddellijk na de dood van Jezus. De overtuiging wordt binnen het vroegchristelijk jodendom onder meer verwoord in het evangelie van de Ebionieten:
En toen hij (Jezus) uit het water was gekomen, gingen de hemelen open en hij zag de Heilige Geest in de gedaante van een duif. Deze daalde neer en ging bij hem naar binnen. En een stem uit de hemel zei: 'Jij bent mijn geliefde Zoon en in jou vind ik mijn welgevallen'.

## Historisch overzicht
- In de 3e eeuw vertegenwoordigde Paulus van Samosata een adoptianistische opvatting. Bij Samostata, die in 268 op een synode in Antiochië werd veroordeeld, is Jezus slechts een gewoon mens, waarin het Woord Gods (of de Christus) slechts tijdelijk intrek genomen heeft. Deze variant wordt ook wel dynamistisch monarchianisme genoemd, daar de enige God (Monarch) uit hoofde van Zijn kracht (dynamis) (tijdelijk) in de mens Jezus neerdaalde.

- In de 4e eeuw wordt een radicaal adoptianistische opvatting verkondigd door Photinus van Sirmium, die Jezus slechts op grond van diens gehoorzaamheid aan de Logos betekenis wilde toemeten.

- In de 8e eeuw waren de grote voorvechters van het adoptianisme de toenmalige bisschop van Toledo en primaat van Hispania, Elipandus van Toledo  en de Catalonische bisschop Felix van Urgell. Hun tegenstanders in Spanje waren Beatus van Liébana, en de machthebbers in de Karolingische gebieden, Paus Adrianus I, Alcuinus van York, Agobard. Zowel Elipandus en Felix van Urgell waren tijdens de synode van Regensburg in 792 al voor deze door Karolingers als dwaalleer geclassificeerde geloofsrichting veroordeeld. Dit had hen er echter niet toe gebracht om hun adaptianische overtuigingen te verlaten. Op de synode van Frankfurt (794) wordt definitief afgerekend met Felix van Urgell's 'ketterij'.
- In de 12e eeuw komt er een derde golf van 'neo-Adoptianisme' onder Petrus Abaelardus.
- In de 14e eeuw lieten de theologen Duns Scotus (1300) en Durandus of Saint-Pourçain (1320) de term Filius adoptivus toe in hun geschriften.
- In de 16e, 17e en 18e eeuw  beschouwden Gabriel Vásquez, Georgius Calixtus, evenals Johann Ernst Immanuel Walch, adoptianisme als behorend tot de orthodoxe leer.